# Dziesięć Wielkich Herbat Chin
Słynne Herbaty Chin (中国名茶) znane też jako Dziesięć Wielkich Herbat Chin (中国十大名茶) to lista dziesięciu najważniejszych chińskich herbat. Wbrew powszechnym opiniom lista ta nie jest stała, a pozycje mogą się różnić zależnie od źródła. Znaczenie ma również okres, w którym dana lista została sporządzona i ówczesne trendy w spożyciu herbaty. Mimo to największe chińskie klasyki, takie jak Xi Hu Longjing czy Anxi Tieguanyin, dzięki swojej niemalejącej popularności praktycznie zawsze pojawią się na liście Dziesięciu Wielkich Herbat Chin.
Poniższa tabela jest rankingiem wynikającym z zestawienia dwudziestu list z różnych źródeł.
| Nazwa herbaty | Nazwa herbaty pinyin | Występowanie | Pochodzenie – rejon | Pochodzenie – prowincja | Gatunek         |
| ------------- | -------------------- | ------------ | ------------------- | ----------------------- | --------------- |
| 西湖龙井      | Xi Hu Longjing       | 20           | Hangzhou            | Zhejiang                | Zielona herbata |
| 洞庭碧螺春    | Dongting Biluochun   | 20           | Suzhou              | Jiangsu                 | Zielona herbata |
| 安溪铁观音    | Anxi Tieguanyin      | 20           | Anxi                | Fujian                  | Ulung           |
| 黄山毛峰      | Huang Shan Maofeng   | 17           | Huang Shan          | Anhui                   | Zielona herbata |
| 武夷岩茶      | Wuyi Yancha          | 16           | Wuyi                | Fujian                  | Ulung           |
| 君山银针      | Junshan Yinzhen      | 14           | Yueyang             | Hunan                   | Żółta herbata   |
| 祁门红茶      | Qimen Hongcha        | 12           | Qimen               | Anhui                   | Czarna herbata  |
| 六安瓜片      | Lu’an Guapian        | 11           | Jinzhai             | Anhui                   | Zielona herbata |
| 云南普洱      | Yunnan Pu’er         | 10           | Simao               | Junnan                  | Pu-erh          |
| 白毫银针      | Baihao Yinzhen       | 10           | Fuding              | Fujian                  | Biała herbata   |